# Литовці в Україні
Литовці в Україні - одна з національних меншин східноєвропейського походження. За результатами перепису 2001 року в Україні налічувалося 7207 литовців, переважно у східних та південних областях. Більшість з них є переселенцями радянського періоду та їх нащадками.

## Історична динаміка
Динаміка чисельності литовців в Україні за переписами:
- 1926 — 6 795
- 1939 — 5 193
- 1959 — 8 906
- 1970 — 10 715
- 1979 — 9 658
- 1989 — 11 278
- 2001 — 7 207

## Розселення
Чисельність литовців у регіонах України за переписом 2001 р.
| Регіон                    | Кількість |
| Донецька область          | 1359      |
| Дніпропетровська область  | 630       |
| Луганська область         | 568       |
| Автономна Республіка Крим | 513       |
| Одеська область           | 484       |
| м. Київ                   | 406       |
| Харківська область        | 386       |
| Запорізька область        | 326       |
| Миколаївська область      | 208       |
| Київська область          | 193       |
| Вінницька область         | 189       |
| Львівська область         | 188       |
| Черкаська область         | 170       |
| Полтавська область        | 169       |
| Житомирська область       | 162       |
| м. Севастополь            | 156       |
| Херсонська область        | 153       |
| Кіровоградська область    | 145       |
| Закарпатська область      | 136       |
| Сумська область           | 113       |
| Чернігівська область      | 111       |
| Волинська область         | 93        |
| Хмельницька область       | 92        |
| Рівненська область        | 80        |
| Івано-Франківська область | 71        |
| Чернівецька область       | 70        |
| Тернопільська область     | 36        |
| Україна                   | 7207      |
|                           |           |

## Мова
Рідна мова литовців України за переписом 2001 р.
- російська — 4 182 (58,0%)
- литовська — 1 932 (26,8%)
- українська — 1 029 (14,3%)
- інша — 50 (0,7%)

## Відомі представники
- Анушкевичус Віктор Андрюсович — український політичний діяч, мер м. Івано-Франківська.
- Шимеліс Всеволод Казимирович — український лікар, партійний функціонер.
- Томашевич Дмитро Людвігович — радянський авіаконструктор, професор (1962), доктор технічних наук (1961).